# Tour des Émirats arabes unis féminin 2023
La 1re édition du Tour des Émirats arabes unis féminin a lieu du 9 au 12 février 2023. C'est la troisième de l'UCI World Tour féminin.
Charlotte Kool remporte la première étape au sprint. Lorena Wiebes en fait de même le lendemain. Dans l'arrivée au sommet, Gaia Realini et Elisa Longo Borghini se détachent de leurs concurrentes. Longo Borghini gagne l'étape et prend la tête du classement général. Kool se montre la plus rapide sur la dernière étape. Au classement général, Longo Borghini devance Realini et Silvia Persico. Charlotte Kool remporte le classement par points.

## Équipes
| UCI Women's WorldTeams (13)- Canyon-SRAM Racing - Team DSM - FDJ-Suez - Fenix-Deceuninck - Human Powered Health - Israel-Premier Tech Roland - Liv Racing TeqFind - Movistar Team - SD Worx - Trek-Segafredo - Team Jayco AlUla - UAE Team ADQ - Uno-X Pro Cycling Team Équipes féminines continentales (7)- Bepink - Ceratizit-WNT Pro Cycling - Coop-Hitec Products - Laboral Kutxa-Fundacion Euskadi - St Michel-Mavic-Auber93 - Top Girls Fassa Bortolo - Zaaf Cycling Team |
| |

## Étapes
| Étape     | Date    | Villes étapes                        | type            | Distance (km) | Vainqueur d'étape    | Leader du classement général |
| --------- | ------- | ------------------------------------ | --------------- | ------------- | -------------------- | ---------------------------- |
| 1re étape | 9 fév.  | Dubaï – Dubaï                        | étape de plaine | 109           | Charlotte Kool       | Charlotte Kool               |
| 2e étape  | 10 fév. | Al Dhafra Castle – Al Mirfa          | étape de plaine | 133           | Lorena Wiebes        | Lorena Wiebes                |
| 3e étape  | 11 fév. | stade Hazza Bin Zayed – Jebel Hafeet | étape vallonnée | 107           | Elisa Longo Borghini | Elisa Longo Borghini         |
| 4e étape  | 12 fév. | Abou Dabi – Abou Dabi                | étape de plaine | 119           | Charlotte Kool       | Elisa Longo Borghini         |

## Déroulement de la course

### 1reétape
Il n'y a pas d'échappée, mais diverses chutes ponctuent l'étape. Au sprint, l'équipe SD Worx forme un train, mais Charlotte Kool placée dans la roue de Lorena Wiebes parvient à devancer celle-ci.
| \| Classement de l'étape \| Classement de l'étape \| Classement de l'étape \| Classement de l'étape \| Classement de l'étape \| \| Coureuse \| Coureuse \| Pays \| Équipe \| Temps \| \| --------------------- \| ------------------------- \| --------------------- \| ------------------------ \| --------------------- \| \| 1re \| Charlotte Kool \| Pays-Bas \| Team DSM \| 2 h 47 min 14 s \| \| 2e \| Lorena Wiebes \| Pays-Bas \| SD Worx \| + 0 s \| \| 3e \| Chiara Consonni \| Italie \| UAE Team ADQ \| + 0 s \| \| 4e \| Maria Giulia Confalonieri \| Italie \| Uno-X Pro Cycling Team \| + 0 s \| \| 5e \| Sarah Roy \| Australie \| Canyon-SRAM Racing \| + 0 s \| \| 6e \| Tereza Neumanová \| Tchéquie \| Liv Racing TeqFind \| + 0 s \| \| 7e \| Maggie Coles-Lyster \| Canada \| Zaaf Cycling Team \| + 0 s \| \| 8e \| Marjolein van 't Geloof \| Pays-Bas \| Human Powered Health \| + 0 s \| \| 9e \| Valentina Basilico \| Italie \| Bepink \| + 0 s \| \| 10e \| Roxane Fournier \| France \| St Michel-Mavic-Auber 93 \| + 0 s \| |                           |           |                          |                 |
| |                           |           |                          |                 |
| |                           |           |                          |                 |
| Classement de l'étape |                           |           |                          |                 |
| Coureuse | Coureuse                  | Pays      | Équipe                   | Temps           |
| 1re | Charlotte Kool            | Pays-Bas  | Team DSM                 | 2 h 47 min 14 s |
| 2e | Lorena Wiebes             | Pays-Bas  | SD Worx                  | + 0 s           |
| 3e | Chiara Consonni           | Italie    | UAE Team ADQ             | + 0 s           |
| 4e | Maria Giulia Confalonieri | Italie    | Uno-X Pro Cycling Team   | + 0 s           |
| 5e | Sarah Roy                 | Australie | Canyon-SRAM Racing       | + 0 s           |
| 6e | Tereza Neumanová          | Tchéquie  | Liv Racing TeqFind       | + 0 s           |
| 7e | Maggie Coles-Lyster       | Canada    | Zaaf Cycling Team        | + 0 s           |
| 8e | Marjolein van 't Geloof   | Pays-Bas  | Human Powered Health     | + 0 s           |
| 9e | Valentina Basilico        | Italie    | Bepink                   | + 0 s           |
| 10e | Roxane Fournier           | France    | St Michel-Mavic-Auber 93 | + 0 s           |

| \| Classement général \| Classement général \| Classement général \| Classement général \| Classement général \| \| Coureuse \| Coureuse \| Pays \| Équipe \| Temps \| \| ------------------ \| ------------------------- \| ------------------ \| ----------------------- \| ------------------ \| \| 1re \| Charlotte Kool \| Pays-Bas \| Team DSM \| 2 h 47 min 04 s \| \| 2e \| Lorena Wiebes \| Pays-Bas \| SD Worx \| + 4 s \| \| 3e \| Chiara Consonni \| Italie \| UAE Team ADQ \| + 5 s \| \| 4e \| Liane Lippert \| Allemagne \| Movistar Team \| + 7 s \| \| 5e \| Nina Kessler \| Pays-Bas \| Team Jayco AlUla \| + 8 s \| \| 6e \| Silvia Persico \| Italie \| UAE Team ADQ \| + 8 s \| \| 7e \| Cristina Tonetti \| Italie \| Top Girls Fassa Bortolo \| + 9 s \| \| 8e \| Maria Giulia Confalonieri \| Italie \| Uno-X Pro Cycling Team \| + 10 s \| \| 9e \| Sarah Roy \| Australie \| Canyon-SRAM Racing \| + 10 s \| \| 10e \| Tereza Neumanová \| Tchéquie \| Liv Racing TeqFind \| + 10 s \| |                           |           |                         |                 |
| |                           |           |                         |                 |
| |                           |           |                         |                 |
| Classement général |                           |           |                         |                 |
| Coureuse | Coureuse                  | Pays      | Équipe                  | Temps           |
| 1re | Charlotte Kool            | Pays-Bas  | Team DSM                | 2 h 47 min 04 s |
| 2e | Lorena Wiebes             | Pays-Bas  | SD Worx                 | + 4 s           |
| 3e | Chiara Consonni           | Italie    | UAE Team ADQ            | + 5 s           |
| 4e | Liane Lippert             | Allemagne | Movistar Team           | + 7 s           |
| 5e | Nina Kessler              | Pays-Bas  | Team Jayco AlUla        | + 8 s           |
| 6e | Silvia Persico            | Italie    | UAE Team ADQ            | + 8 s           |
| 7e | Cristina Tonetti          | Italie    | Top Girls Fassa Bortolo | + 9 s           |
| 8e | Maria Giulia Confalonieri | Italie    | Uno-X Pro Cycling Team  | + 10 s          |
| 9e | Sarah Roy                 | Australie | Canyon-SRAM Racing      | + 10 s          |
| 10e | Tereza Neumanová          | Tchéquie  | Liv Racing TeqFind      | + 10 s          |

### 2eétape
La météo est venteuse. Dès le départ, les équipes DSM, SD Worx et UAE Team ADQ tentent de former des bordures. Un groupe de tête de dix-neuf coureuses se constitue ainsi avec Kool et Wiebes comme membres. Il obtient une avance de deux minutes. À soixante-quinze kilomètres de l'arrivée, elles ne sont plus que onze en tête. Le peloton reprend le groupe à quarante-trois kilomètres de la ligne. Marta Cavalli ne fait notamment pas partie du peloton à ce moment-là. Dans les dix derniers kilomètres, de nouvelles bordures se forment. Lorena Wiebes gagne le sprint devant Charlotte Kool. Elle devient la nouvelle leader du classement général.
| \| Classement de l'étape \| Classement de l'étape \| Classement de l'étape \| Classement de l'étape \| Classement de l'étape \| \| Coureuse \| Coureuse \| Pays \| Équipe \| Temps \| \| --------------------- \| --------------------- \| --------------------- \| ------------------------- \| --------------------- \| \| 1re \| Lorena Wiebes \| Pays-Bas \| SD Worx \| 3 h 35 min 28 s \| \| 2e \| Charlotte Kool \| Pays-Bas \| Team DSM \| + 0 s \| \| 3e \| Pfeiffer Georgi \| Royaume-Uni \| Team DSM \| + 0 s \| \| 4e \| Marta Lach \| Pologne \| Ceratizit-WNT Pro Cycling \| + 0 s \| \| 5e \| Chiara Consonni \| Italie \| UAE Team ADQ \| + 0 s \| \| 6e \| Mylène de Zoete \| Pays-Bas \| Ceratizit-WNT Pro Cycling \| + 0 s \| \| 7e \| Georgia Baker \| Australie \| Team Jayco AlUla \| + 0 s \| \| 8e \| Elisa Longo Borghini \| Italie \| Trek-Segafredo \| + 0 s \| \| 9e \| Roxane Fournier \| France \| St Michel-Mavic-Auber 93 \| + 0 s \| \| 10e \| Sarah Roy \| Australie \| Canyon-SRAM Racing \| + 0 s \| |                      |             |                           |                 |
| |                      |             |                           |                 |
| |                      |             |                           |                 |
| Classement de l'étape |                      |             |                           |                 |
| Coureuse | Coureuse             | Pays        | Équipe                    | Temps           |
| 1re | Lorena Wiebes        | Pays-Bas    | SD Worx                   | 3 h 35 min 28 s |
| 2e | Charlotte Kool       | Pays-Bas    | Team DSM                  | + 0 s           |
| 3e | Pfeiffer Georgi      | Royaume-Uni | Team DSM                  | + 0 s           |
| 4e | Marta Lach           | Pologne     | Ceratizit-WNT Pro Cycling | + 0 s           |
| 5e | Chiara Consonni      | Italie      | UAE Team ADQ              | + 0 s           |
| 6e | Mylène de Zoete      | Pays-Bas    | Ceratizit-WNT Pro Cycling | + 0 s           |
| 7e | Georgia Baker        | Australie   | Team Jayco AlUla          | + 0 s           |
| 8e | Elisa Longo Borghini | Italie      | Trek-Segafredo            | + 0 s           |
| 9e | Roxane Fournier      | France      | St Michel-Mavic-Auber 93  | + 0 s           |
| 10e | Sarah Roy            | Australie   | Canyon-SRAM Racing        | + 0 s           |

| \| Classement général \| Classement général \| Classement général \| Classement général \| Classement général \| \| Coureuse \| Coureuse \| Pays \| Équipe \| Temps \| \| ------------------ \| -------------------- \| ------------------ \| ------------------------- \| ------------------ \| \| 1re \| Lorena Wiebes \| Pays-Bas \| SD Worx \| 6 h 22 min 26 s \| \| 2e \| Charlotte Kool \| Pays-Bas \| Team DSM \| + 0 s \| \| 3e \| Chiara Consonni \| Italie \| UAE Team ADQ \| + 10 s \| \| 4e \| Liane Lippert \| Allemagne \| Movistar Team \| + 13 s \| \| 5e \| Marta Bastianelli \| Italie \| UAE Team ADQ \| + 13 s \| \| 6e \| Elisa Longo Borghini \| Italie \| Trek-Segafredo \| + 13 s \| \| 7e \| Silvia Persico \| Italie \| UAE Team ADQ \| + 14 s \| \| 8e \| Sarah Roy \| Australie \| Canyon-SRAM Racing \| + 16 s \| \| 9e \| Mylène de Zoete \| Pays-Bas \| Ceratizit-WNT Pro Cycling \| + 16 s \| \| 10e \| Roxane Fournier \| France \| St Michel-Mavic-Auber 93 \| + 16 s \| |                      |           |                           |                 |
| |                      |           |                           |                 |
| |                      |           |                           |                 |
| Classement général |                      |           |                           |                 |
| Coureuse | Coureuse             | Pays      | Équipe                    | Temps           |
| 1re | Lorena Wiebes        | Pays-Bas  | SD Worx                   | 6 h 22 min 26 s |
| 2e | Charlotte Kool       | Pays-Bas  | Team DSM                  | + 0 s           |
| 3e | Chiara Consonni      | Italie    | UAE Team ADQ              | + 10 s          |
| 4e | Liane Lippert        | Allemagne | Movistar Team             | + 13 s          |
| 5e | Marta Bastianelli    | Italie    | UAE Team ADQ              | + 13 s          |
| 6e | Elisa Longo Borghini | Italie    | Trek-Segafredo            | + 13 s          |
| 7e | Silvia Persico       | Italie    | UAE Team ADQ              | + 14 s          |
| 8e | Sarah Roy            | Australie | Canyon-SRAM Racing        | + 16 s          |
| 9e | Mylène de Zoete      | Pays-Bas  | Ceratizit-WNT Pro Cycling | + 16 s          |
| 10e | Roxane Fournier      | France    | St Michel-Mavic-Auber 93  | + 16 s          |

### 3eétape
La première échappée est constituée de : Lara Crestanello et Iris Monticolo. Elles sont rejointes au sprint intermédiaire par Nina Kessler, Agnieszka Skalniak et Giorgia Bariani. Leur avance atteint les deux minutes. À soixante kilomètres de l'arrivée, le vent de côté provoque des bordures. Marta Cavalli, Grace Brown et Petra Stiasny sont distancées. La course s'accélère alors avec les équipes Trek-Segafredo et DSM qui mènent le train. À trente-sept kilomètres de l'arrivée, un nouveau groupe avec Liane Lippert perd le contact. Dans la montée finale, une sélection s'opère rapidement sous l'impulsion de Kristen Faulkner notamment. À huit kilomètres de l'arrivée, Gaia Realini se met à imprimer le rythme. Un kilomètre plus loin, il n'y a plus qu'Elisa Longo Borghini, Soraya Paladin, Anna Shackley, Mikayla Harvey, Silvia Persico et Esmée Peperkamp dans sa roue. Cette dernière est la dernière à résister, mais à cinq kilomètres du but, Longo Borghini et Realini sont seules en tête. La première s'impose et prend la tête du classement général.
| \| Classement de l'étape \| Classement de l'étape \| Classement de l'étape \| Classement de l'étape \| Classement de l'étape \| \| Coureuse \| Coureuse \| Pays \| Équipe \| Temps \| \| --------------------- \| --------------------- \| --------------------- \| ------------------------------- \| --------------------- \| \| 1re \| Elisa Longo Borghini \| Italie \| Trek-Segafredo \| 2 h 48 min 24 s \| \| 2e \| Gaia Realini \| Italie \| Trek-Segafredo \| + 0 s \| \| 3e \| Silvia Persico \| Italie \| UAE Team ADQ \| + 1 min 11 s \| \| 4e \| Esmée Peperkamp \| Pays-Bas \| Team DSM \| + 1 min 13 s \| \| 5e \| Mikayla Harvey \| Nouvelle-Zélande \| UAE Team ADQ \| + 1 min 18 s \| \| 6e \| Eider Merino \| Espagne \| Laboral Kutxa-Fundación Euskadi \| + 1 min 19 s \| \| 7e \| Anna Shackley \| Royaume-Uni \| SD Worx \| + 1 min 22 s \| \| 8e \| Elise Chabbey \| Suisse \| Canyon-SRAM Racing \| + 1 min 45 s \| \| 9e \| Soraya Paladin \| Italie \| Canyon-SRAM Racing \| + 1 min 53 s \| \| 10e \| Julie Van de Velde \| Belgique \| Fenix-Deceuninck \| + 1 min 55 s \| |                      |                  |                                 |                 |
| |                      |                  |                                 |                 |
| |                      |                  |                                 |                 |
| Classement de l'étape |                      |                  |                                 |                 |
| Coureuse | Coureuse             | Pays             | Équipe                          | Temps           |
| 1re | Elisa Longo Borghini | Italie           | Trek-Segafredo                  | 2 h 48 min 24 s |
| 2e | Gaia Realini         | Italie           | Trek-Segafredo                  | + 0 s           |
| 3e | Silvia Persico       | Italie           | UAE Team ADQ                    | + 1 min 11 s    |
| 4e | Esmée Peperkamp      | Pays-Bas         | Team DSM                        | + 1 min 13 s    |
| 5e | Mikayla Harvey       | Nouvelle-Zélande | UAE Team ADQ                    | + 1 min 18 s    |
| 6e | Eider Merino         | Espagne          | Laboral Kutxa-Fundación Euskadi | + 1 min 19 s    |
| 7e | Anna Shackley        | Royaume-Uni      | SD Worx                         | + 1 min 22 s    |
| 8e | Elise Chabbey        | Suisse           | Canyon-SRAM Racing              | + 1 min 45 s    |
| 9e | Soraya Paladin       | Italie           | Canyon-SRAM Racing              | + 1 min 53 s    |
| 10e | Julie Van de Velde   | Belgique         | Fenix-Deceuninck                | + 1 min 55 s    |

| \| Classement général \| Classement général \| Classement général \| Classement général \| Classement général \| \| Coureuse \| Coureuse \| Pays \| Équipe \| Temps \| \| ------------------ \| -------------------- \| ------------------ \| ------------------ \| ------------------ \| \| 1re \| Elisa Longo Borghini \| Italie \| Trek-Segafredo \| 9 h 10 min 53 s \| \| 2e \| Gaia Realini \| Italie \| Trek-Segafredo \| + 7 s \| \| 3e \| Silvia Persico \| Italie \| UAE Team ADQ \| + 1 min 18 s \| \| 4e \| Anna Shackley \| Royaume-Uni \| SD Worx \| + 1 min 35 s \| \| 5e \| Elise Chabbey \| Suisse \| Canyon-SRAM Racing \| + 1 min 58 s \| \| 6e \| Mikayla Harvey \| Nouvelle-Zélande \| UAE Team ADQ \| + 2 min 02 s \| \| 7e \| Soraya Paladin \| Italie \| Canyon-SRAM Racing \| + 2 min 06 s \| \| 8e \| Esmée Peperkamp \| Pays-Bas \| Team DSM \| + 2 min 22 s \| \| 9e \| Liane Lippert \| Allemagne \| Movistar Team \| + 2 min 35 s \| \| 10e \| Mareille Meijering \| Pays-Bas \| Zaaf Cycling Team \| + 2 min 37 s \| |                      |                  |                    |                 |
| |                      |                  |                    |                 |
| |                      |                  |                    |                 |
| Classement général |                      |                  |                    |                 |
| Coureuse | Coureuse             | Pays             | Équipe             | Temps           |
| 1re | Elisa Longo Borghini | Italie           | Trek-Segafredo     | 9 h 10 min 53 s |
| 2e | Gaia Realini         | Italie           | Trek-Segafredo     | + 7 s           |
| 3e | Silvia Persico       | Italie           | UAE Team ADQ       | + 1 min 18 s    |
| 4e | Anna Shackley        | Royaume-Uni      | SD Worx            | + 1 min 35 s    |
| 5e | Elise Chabbey        | Suisse           | Canyon-SRAM Racing | + 1 min 58 s    |
| 6e | Mikayla Harvey       | Nouvelle-Zélande | UAE Team ADQ       | + 2 min 02 s    |
| 7e | Soraya Paladin       | Italie           | Canyon-SRAM Racing | + 2 min 06 s    |
| 8e | Esmée Peperkamp      | Pays-Bas         | Team DSM           | + 2 min 22 s    |
| 9e | Liane Lippert        | Allemagne        | Movistar Team      | + 2 min 35 s    |
| 10e | Mareille Meijering   | Pays-Bas         | Zaaf Cycling Team  | + 2 min 37 s    |

### 4eétape
Petra Stiasny, Aileen Schweikart et Iris Monticolo forment l'échappée du jour. Leur avantage atteint six minutes. Elle est reprise à quatorze kilomètres de l'arrivée quand Liane Lippert et Emma Norsgaard lancent une escarmouche. Elisa Longo Borghini revient en personne sur ces fuyardes. Dans le sprint, Lorena Wiebes mène longtemps mais est doublée par Charlotte Kool qui s'impose et Chiara Consonni. Le classement général est inchangé.
| \| Classement de l'étape \| Classement de l'étape \| Classement de l'étape \| Classement de l'étape \| Classement de l'étape \| \| Coureuse \| Coureuse \| Pays \| Équipe \| Temps \| \| --------------------- \| ------------------------- \| --------------------- \| ------------------------- \| --------------------- \| \| 1re \| Charlotte Kool \| Pays-Bas \| Team DSM \| 2 h 57 min 55 s \| \| 2e \| Chiara Consonni \| Italie \| UAE Team ADQ \| + 0 s \| \| 3e \| Lorena Wiebes \| Pays-Bas \| SD Worx \| + 0 s \| \| 4e \| Emma Norsgaard \| Danemark \| Movistar Team \| + 0 s \| \| 5e \| Mylène de Zoete \| Pays-Bas \| Ceratizit-WNT Pro Cycling \| + 0 s \| \| 6e \| Maria Giulia Confalonieri \| Italie \| Uno-X Pro Cycling Team \| + 0 s \| \| 7e \| Georgia Baker \| Australie \| Team Jayco AlUla \| + 0 s \| \| 8e \| Sarah Roy \| Australie \| Canyon-SRAM Racing \| + 0 s \| \| 9e \| Gladys Verhulst \| France \| FDJ-Suez \| + 0 s \| \| 10e \| Ilaria Sanguineti \| Italie \| Trek-Segafredo \| + 0 s \| |                           |           |                           |                 |
| |                           |           |                           |                 |
| |                           |           |                           |                 |
| Classement de l'étape |                           |           |                           |                 |
| Coureuse | Coureuse                  | Pays      | Équipe                    | Temps           |
| 1re | Charlotte Kool            | Pays-Bas  | Team DSM                  | 2 h 57 min 55 s |
| 2e | Chiara Consonni           | Italie    | UAE Team ADQ              | + 0 s           |
| 3e | Lorena Wiebes             | Pays-Bas  | SD Worx                   | + 0 s           |
| 4e | Emma Norsgaard            | Danemark  | Movistar Team             | + 0 s           |
| 5e | Mylène de Zoete           | Pays-Bas  | Ceratizit-WNT Pro Cycling | + 0 s           |
| 6e | Maria Giulia Confalonieri | Italie    | Uno-X Pro Cycling Team    | + 0 s           |
| 7e | Georgia Baker             | Australie | Team Jayco AlUla          | + 0 s           |
| 8e | Sarah Roy                 | Australie | Canyon-SRAM Racing        | + 0 s           |
| 9e | Gladys Verhulst           | France    | FDJ-Suez                  | + 0 s           |
| 10e | Ilaria Sanguineti         | Italie    | Trek-Segafredo            | + 0 s           |

## Classements finals

### Classement général final
| \| Classement général \| Classement général \| Classement général \| Classement général \| Classement général \| \| Coureuse \| Coureuse \| Pays \| Équipe \| Temps \| \| ------------------ \| -------------------- \| ------------------ \| ------------------ \| ------------------ \| \| 1re \| Elisa Longo Borghini \| Italie \| Trek-Segafredo \| 12 h 08 min 48 s \| \| 2e \| Gaia Realini \| Italie \| Trek-Segafredo \| + 7 s \| \| 3e \| Silvia Persico \| Italie \| UAE Team ADQ \| + 1 min 18 s \| \| 4e \| Anna Shackley \| Royaume-Uni \| SD Worx \| + 1 min 35 s \| \| 5e \| Elise Chabbey \| Suisse \| Canyon-SRAM Racing \| + 1 min 58 s \| \| 6e \| Mikayla Harvey \| Nouvelle-Zélande \| UAE Team ADQ \| + 2 min 02 s \| \| 7e \| Soraya Paladin \| Italie \| Canyon-SRAM Racing \| + 2 min 06 s \| \| 8e \| Esmée Peperkamp \| Pays-Bas \| Team DSM \| + 2 min 22 s \| \| 9e \| Liane Lippert \| Allemagne \| Movistar Team \| + 2 min 35 s \| \| 10e \| Mareille Meijering \| Pays-Bas \| Zaaf Cycling Team \| + 2 min 37 s \| |                      |                  |                    |                  |
| |                      |                  |                    |                  |
| |                      |                  |                    |                  |
| Classement général |                      |                  |                    |                  |
| Coureuse | Coureuse             | Pays             | Équipe             | Temps            |
| 1re | Elisa Longo Borghini | Italie           | Trek-Segafredo     | 12 h 08 min 48 s |
| 2e | Gaia Realini         | Italie           | Trek-Segafredo     | + 7 s            |
| 3e | Silvia Persico       | Italie           | UAE Team ADQ       | + 1 min 18 s     |
| 4e | Anna Shackley        | Royaume-Uni      | SD Worx            | + 1 min 35 s     |
| 5e | Elise Chabbey        | Suisse           | Canyon-SRAM Racing | + 1 min 58 s     |
| 6e | Mikayla Harvey       | Nouvelle-Zélande | UAE Team ADQ       | + 2 min 02 s     |
| 7e | Soraya Paladin       | Italie           | Canyon-SRAM Racing | + 2 min 06 s     |
| 8e | Esmée Peperkamp      | Pays-Bas         | Team DSM           | + 2 min 22 s     |
| 9e | Liane Lippert        | Allemagne        | Movistar Team      | + 2 min 35 s     |
| 10e | Mareille Meijering   | Pays-Bas         | Zaaf Cycling Team  | + 2 min 37 s     |

### Points UCI
| Position                  | 1er | 2e  | 3e  | 4e  | 5e  | 6e  | 7e  | 8e  | 9e | 10e | 11e | 12e | 13e | 14e | 15e | 16e à 20e | 21e à 30e | 31e à 40e |  |  |
| Classement général        | 400 | 320 | 260 | 220 | 180 | 140 | 120 | 100 | 80 | 68  | 56  | 48  | 40  | 32  | 28  | 24        | 16        | 8         |  |  |
| Étapes et demi-étapes     | 50  | 40  | 30  | 25  | 20  | 18  | 15  | 10  | 8  | 6   |     |     |     |     |     |           |           |           |  |  |
| Port du maillot de leader | 8   |     |     |     |     |     |     |     |    |     |     |     |     |     |     |           |           |           |  |  |

### Classements annexes
| Classement par points | Classement par points     | Classement par points | Classement par points   | Classement par points |
| Coureuse              | Coureuse                  | Pays                  | Équipe                  | Points                |
| --------------------- | ------------------------- | --------------------- | ----------------------- | --------------------- |
| 1re                   | Charlotte Kool            | Pays-Bas              | Team DSM                | 56 pts                |
| 2e                    | Chiara Consonni           | Italie                | UAE Team ADQ            | 49 pts                |
| 3e                    | Lorena Wiebes             | Pays-Bas              | SD Worx                 | 48 pts                |
| 4e                    | Elisa Longo Borghini      | Italie                | Trek-Segafredo          | 31 pts                |
| 5e                    | Agnieszka Skalniak-Sójka  | Pologne               | Canyon-SRAM Racing      | 27 pts                |
| 6e                    | Iris Monticolo            | Italie                | Top Girls Fassa Bortolo | 24 pts                |
| 7e                    | Silvia Persico            | Italie                | UAE Team ADQ            | 18 pts                |
| 8e                    | Gaia Realini              | Italie                | Trek-Segafredo          | 16 pts                |
| 9e                    | Maria Giulia Confalonieri | Italie                | Uno-X Pro Cycling Team  | 14 pts                |
| 10e                   | Pfeiffer Georgi           | Royaume-Uni           | Team DSM                | 12 pts                |

| Classement par points | Classement par points     | Classement par points | Classement par points   | Classement par points |
| Coureuse              | Coureuse                  | Pays                  | Équipe                  | Points                |
| --------------------- | ------------------------- | --------------------- | ----------------------- | --------------------- |
| 1re                   | Charlotte Kool            | Pays-Bas              | Team DSM                | 56 pts                |
| 2e                    | Chiara Consonni           | Italie                | UAE Team ADQ            | 49 pts                |
| 3e                    | Lorena Wiebes             | Pays-Bas              | SD Worx                 | 48 pts                |
| 4e                    | Elisa Longo Borghini      | Italie                | Trek-Segafredo          | 31 pts                |
| 5e                    | Agnieszka Skalniak-Sójka  | Pologne               | Canyon-SRAM Racing      | 27 pts                |
| 6e                    | Iris Monticolo            | Italie                | Top Girls Fassa Bortolo | 24 pts                |
| 7e                    | Silvia Persico            | Italie                | UAE Team ADQ            | 18 pts                |
| 8e                    | Gaia Realini              | Italie                | Trek-Segafredo          | 16 pts                |
| 9e                    | Maria Giulia Confalonieri | Italie                | Uno-X Pro Cycling Team  | 14 pts                |
| 10e                   | Pfeiffer Georgi           | Royaume-Uni           | Team DSM                | 12 pts                |

| Classement du meilleur jeune | Classement du meilleur jeune | Classement du meilleur jeune | Classement du meilleur jeune | Classement du meilleur jeune |
| Coureuse                     | Coureuse                     | Pays                         | Équipe                       | Temps                        |
| ---------------------------- | ---------------------------- | ---------------------------- | ---------------------------- | ---------------------------- |
| 1re                          | Gaia Realini                 | Italie                       | Trek-Segafredo               | 12 h 08 min 55 s             |
| 2e                           | Anna Shackley                | Royaume-Uni                  | SD Worx                      | + 1 min 28 s                 |
| 3e                           | Mikayla Harvey               | Nouvelle-Zélande             | UAE Team ADQ                 | + 1 min 55 s                 |

| Classement du meilleur jeune | Classement du meilleur jeune | Classement du meilleur jeune | Classement du meilleur jeune | Classement du meilleur jeune |
| Coureuse                     | Coureuse                     | Pays                         | Équipe                       | Temps                        |
| ---------------------------- | ---------------------------- | ---------------------------- | ---------------------------- | ---------------------------- |
| 1re                          | Gaia Realini                 | Italie                       | Trek-Segafredo               | 12 h 08 min 55 s             |
| 2e                           | Anna Shackley                | Royaume-Uni                  | SD Worx                      | + 1 min 28 s                 |
| 3e                           | Mikayla Harvey               | Nouvelle-Zélande             | UAE Team ADQ                 | + 1 min 55 s                 |

| Classement par équipes | Classement par équipes  | Classement par équipes | Classement par équipes |
| Équipe                 | Équipe                  | Pays                   | Temps                  |
| ---------------------- | ----------------------- | ---------------------- | ---------------------- |
| 1re                    | UAE Team ADQ            | Émirats arabes unis    | 36 h 33 min 53 s       |
| 2e                     | Canyon-SRAM Racing      | Allemagne              | + 3 min 07 s           |
| 3e                     | St Michel-Mavic-Auber93 | France                 | + 6 min 08 s           |

| Classement par équipes | Classement par équipes  | Classement par équipes | Classement par équipes |
| Équipe                 | Équipe                  | Pays                   | Temps                  |
| ---------------------- | ----------------------- | ---------------------- | ---------------------- |
| 1re                    | UAE Team ADQ            | Émirats arabes unis    | 36 h 33 min 53 s       |
| 2e                     | Canyon-SRAM Racing      | Allemagne              | + 3 min 07 s           |
| 3e                     | St Michel-Mavic-Auber93 | France                 | + 6 min 08 s           |

## Évolution des classements
| Étape              |                    | Vainqueur            | Classement général _ | Classement par points | Meilleure sprinteuse     | Meilleure jeune | Meilleure équipe _        |
| ------------------ | ------------------ | -------------------- | -------------------- | --------------------- | ------------------------ | --------------- | ------------------------- |
| 1re étape          | étape de plaine    | Charlotte Kool       | Charlotte Kool       | Charlotte Kool        | Liane Lippert            | Charlotte Kool  | Ceratizit-WNT Pro Cycling |
| 2e étape           | étape de plaine    | Lorena Wiebes        | Lorena Wiebes        | Lorena Wiebes         | Agnieszka Skalniak-Sójka | Lorena Wiebes   | Ceratizit-WNT Pro Cycling |
| 3e étape           | étape vallonnée    | Elisa Longo Borghini | Elisa Longo Borghini | Lorena Wiebes         | Agnieszka Skalniak-Sójka | Gaia Realini    | UAE Team ADQ              |
| 4e étape           | étape de plaine    | Charlotte Kool       | Elisa Longo Borghini | Charlotte Kool        | Agnieszka Skalniak-Sójka | Gaia Realini    | UAE Team ADQ              |
| Classements finals | Classements finals |                      | Elisa Longo Borghini | Charlotte Kool        | Agnieszka Skalniak-Sójka | Gaia Realini    | UAE Team ADQ              |

## Liste des participantes
| Légende                          | Légende | Légende                                | Légende                                                                                              |
| -------------------------------- | --- | -------------------------------------- | --- |
| Num                              | Dossard de départ porté par la coureuse sur ce Tour des Émirats arabes unis                                   | Pos                                    | Position finale au classement général                                                                |
| Leader du classement général     | Indique la vainqueur du classement général                                                                    | Leader du classement par points        | Indique la vainqueur du classement par points                                                        |
| Leader du classement des sprints | Indique la vainqueur du classement des sprints                                                                | Leader du classement du meilleur jeune | Indique la vainqueur du classement de la meilleure jeune                                             |
|                                  | Indique un maillot de champion national ou mondial, suivi de sa spécialité                                    | #                                      | Indique la meilleure équipe                                                                          |
| NP                               | Indique une coureuse qui n'a pas pris le départ d'une étape, suivi du numéro de l'étape où elle s'est retirée | AB                                     | Indique une coureuse qui n'a pas terminé une étape, suivi du numéro de l'étape où elle s'est retirée |
| HD                               | Indique un coureuse qui a terminé une étape hors des délais, suivi du numéro de l'étape                       | DSQ                                    | Indique un coureur qui a été disqualifié de la course, suivi du numéro de l'étape                    |
| *                                | Indique un coureuse en lice pour le classement de la meilleure jeune (coureuses nées après le )               |                                        | |

| FDJ-Suez FST | FDJ-Suez FST            | FDJ-Suez FST |
| ------------ | ----------------------- | ------------ |
| Num          | Coureuse                | Pos          |
| 1            | Grace Brown (AUS)       | 58e          |
| 2            | Marta Cavalli (ITA)     | 19e          |
| 3            | Emilia Fahlin (SWE)     | 90e          |
| 4            | Maëlle Grossetête (FRA) | 66e          |
| 5            | Victorie Guilman (FRA)  | 59e          |
| 6            | Gladys Verhulst (FRA)   | 45e          |

| Bepink BPK | Bepink BPK               | Bepink BPK |
| ---------- | ------------------------ | ---------- |
| Num        | Coureuse                 | Pos        |
| 11         | Valentina Basilico (ITA) | 78e        |
| 12         | Matilde Bertolini (ITA)  | AB         |
| 13         | Lara Crestanello (ITA)   | 101e       |
| 14         | Alessia Patuelli (ITA)   | 62e        |
| 15         | Prisca Savi (ITA)        | 104e       |
| 16         | Jade Teolis (FRA)        | AB-2       |

| Canyon-SRAM Racing CSR | Canyon-SRAM Racing CSR         | Canyon-SRAM Racing CSR |
| ---------------------- | ------------------------------ | ---------------------- |
| Num                    | Coureuse                       | Pos                    |
| 21                     | Soraya Paladin (ITA)           | 7e                     |
| 22                     | Elise Chabbey (SUI)            | 5e                     |
| 23                     | Tiffany Cromwell (AUS)         | 23e                    |
| 24                     | Pauliena Rooijakkers (NED)     | 30e                    |
| 25                     | Sarah Roy (AUS)                | 64e                    |
| 26                     | Agnieszka Skalniak-Sójka (POL) | 39e                    |

| Ceratizit-WNT Pro Cycling WNT | Ceratizit-WNT Pro Cycling WNT | Ceratizit-WNT Pro Cycling WNT |
| ----------------------------- | ----------------------------- | ----------------------------- |
| Num                           | Coureuse                      | Pos                           |
| 31                            | Arianna Fidanza (ITA)         | 12e                           |
| 32                            | Sandra Alonso (ESP)           | 92e                           |
| 33                            | Laura Asencio (FRA)           | 95e                           |
| 34                            | Nadine Michaela Gill (GER)    | 20e                           |
| 35                            | Mylène de Zoete (NED)         | 83e                           |
| 36                            | Marta Lach (POL)              | 43e                           |

| Fenix-Deceuninck FED | Fenix-Deceuninck FED                  | Fenix-Deceuninck FED |
| -------------------- | ------------------------------------- | -------------------- |
| Num                  | Coureuse                              | Pos                  |
| 41                   | Kim de Baat (BEL) (route)             | 99e                  |
| 42                   | Evy Kuijpers (NED)                    | 70e                  |
| 43                   | Christina Schweinberger (AUT) (route) | 29e                  |
| 44                   | Petra Stiasny (SUI)                   | 72e                  |
| 45                   | Marthe Truyen (BEL)                   | 69e                  |
| 46                   | Julie Van de Velde (BEL)              | 67e                  |

| Human Powered Health HPW | Human Powered Health HPW      | Human Powered Health HPW |
| ------------------------ | ----------------------------- | ------------------------ |
| Num                      | Coureuse                      | Pos                      |
| 51                       | Alice Barnes (GBR)            | 84e                      |
| 52                       | Nina Buysman (NED)            | 22e                      |
| 53                       | Kaia Schmid (USA)             | 37e                      |
| 54                       | Marjolein van 't Geloof (NED) | 73e                      |
| 55                       | Lily Williams (USA)           | 38e                      |
| 56                       | Eri Yonamine (JPN)            | 60e                      |

| Israel-Premier Tech Roland CGS | Israel-Premier Tech Roland CGS | Israel-Premier Tech Roland CGS |
| ------------------------------ | ------------------------------ | ------------------------------ |
| Num                            | Coureuse                       | Pos                            |
| 61                             | Sofia Collinelli (ITA)         | 79e                            |
| 62                             | Caroline Baur (SUI) (route)    | 54e                            |
| 63                             | Tamara Dronova (RUS) (route)   | AB-2                           |
| 64                             | Nguyễn Thị Thật (VIE) (route)  | 100e                           |
| 65                             | Claire Steels (GBR)            | 11e                            |
| 66                             | Lara Vieceli (ITA)             | 55e                            |

| Laboral Kutxa-Fundación Euskadi LKF | Laboral Kutxa-Fundación Euskadi LKF | Laboral Kutxa-Fundación Euskadi LKF |
| ----------------------------------- | ----------------------------------- | ----------------------------------- |
| Num                                 | Coureuse                            | Pos                                 |
| 71                                  | Eider Merino (ESP)                  | 65e                                 |
| 72                                  | Ines Cantera (ESP)                  | 107e                                |
| 73                                  | Idoia Eraso (ESP)                   | 87e                                 |
| 74                                  | Lija Laizāne (LAT)                  | 106e                                |
| 75                                  | Aileen Schweikart (GER)             | 94e                                 |
| 76                                  | Alba Teruel (ESP)                   | 27e                                 |

| Liv Racing TeqFind LIV | Liv Racing TeqFind LIV         | Liv Racing TeqFind LIV |
| ---------------------- | ------------------------------ | ---------------------- |
| Num                    | Coureuse                       | Pos                    |
| 81                     | Thalita de Jong (NED)          | AB-3                   |
| 82                     | Valerie Demey (BEL)            | 52e                    |
| 83                     | Marta Jaskulska (POL)          | 32e                    |
| 84                     | Eva Buurman (NED)              | 91e                    |
| 85                     | Tereza Neumanová (CZE) (route) | 47e                    |
| 86                     | Silke Smulders (NED)           | 28e                    |

| Movistar Team MOV | Movistar Team MOV           | Movistar Team MOV |
| ----------------- | --------------------------- | ----------------- |
| Num               | Coureuse                    | Pos               |
| 91                | Liane Lippert (GER) (route) | 9e                |
| 92                | Aude Biannic (FRA)          | 96e               |
| 93                | Emma Norsgaard (DEN)        | 74e               |
| 94                | Alicia González (ESP)       | 71e               |
| 95                | Sheyla Gutiérrez (ESP)      | 97e               |
| 96                | Gloria Rodríguez (ESP)      | 105e              |

| St Michel-Mavic-Auber 93 AUB | St Michel-Mavic-Auber 93 AUB | St Michel-Mavic-Auber 93 AUB |
| ---------------------------- | ---------------------------- | ---------------------------- |
| Num                          | Coureuse                     | Pos                          |
| 101                          | Roxane Fournier (FRA)        | 46e                          |
| 102                          | Simone Boilard (CAN)         | 16e                          |
| 103                          | Coralie Demay (FRA)          | 40e                          |
| 104                          | Camille Fahy (FRA)           | 76e                          |
| 105                          | Dilyxine Miermont (FRA)      | 13e                          |
| 106                          | Margot Pompanon (FRA)        | AB-3                         |

| Coop-Hitec Products HPU | Coop-Hitec Products HPU | Coop-Hitec Products HPU |
| ----------------------- | ----------------------- | ----------------------- |
| Num                     | Coureuse                | Pos                     |
| 111                     | Josie Nelson (GBR)      | 88e                     |
| 112                     | Emma Boogaard (NED)     | 89e                     |
| 113                     | India Grangier (FRA)    | 33e                     |
| 114                     | Ane Iversen (NOR)       | AB-2                    |
| 115                     | Mari Hole Mohr (NOR)    | 25e                     |
| 116                     | Nora Tveit (NOR)        | 110e                    |

| Team DSM DSM | Team DSM DSM           | Team DSM DSM |
| ------------ | ---------------------- | ------------ |
| Num          | Coureuse               | Pos          |
| 121          | Pfeiffer Georgi (GBR)  | 17e          |
| 122          | Daniek Hengeveld (NED) | 85e          |
| 123          | Franziska Koch (GER)   | 63e          |
| 124          | Charlotte Kool (NED)   | 68e          |
| 125          | Esmée Peperkamp (NED)  | 8e           |
| 126          | Maeve Plouffe (AUS)    | 80e          |

| Team Jayco AlUla BEX | Team Jayco AlUla BEX      | Team Jayco AlUla BEX |
| -------------------- | ------------------------- | -------------------- |
| Num                  | Coureuse                  | Pos                  |
| 131                  | Kristen Faulkner (USA)    | 21e                  |
| 132                  | Georgia Baker (AUS)       | 61e                  |
| 133                  | Ingvild Gåskjenn (NOR)    | 102e                 |
| 134                  | Nina Kessler (NED)        | 53e                  |
| 135                  | Wei Shi Chelsie Tan (SGP) | AB-2                 |
| 136                  | Urška Žigart (SLO)        | AB-3                 |

| SD Worx SDW | SD Worx SDW             | SD Worx SDW |
| ----------- | ----------------------- | ----------- |
| Num         | Coureuse                | Pos         |
| 141         | Lorena Wiebes (NED)     | 41e         |
| 143         | Barbara Guarischi (ITA) | 50e         |
| 144         | Femke Markus (NED)      | 49e         |
| 145         | Anna Shackley (GBR)     | 4e          |
| 146         | Lonneke Uneken (NED)    | 56e         |

| Top Girls Fassa Bortolo TOP | Top Girls Fassa Bortolo TOP | Top Girls Fassa Bortolo TOP |
| --------------------------- | --------------------------- | --------------------------- |
| Num                         | Coureuse                    | Pos                         |
| 151                         | Alessia Vigilia (ITA)       | 35e                         |
| 152                         | Giorgia Bariani (ITA)       | 75e                         |
| 153                         | Vanessa Michieletto (ITA)   | 109e                        |
| 154                         | Iris Monticolo (ITA)        | 108e                        |
| 155                         | Alice Palazzi (ITA)         | 103e                        |
| 156                         | Cristina Tonetti (ITA)      | 82e                         |

| Trek-Segafredo TFS | Trek-Segafredo TFS         | Trek-Segafredo TFS |
| ------------------ | -------------------------- | ------------------ |
| Num                | Coureuse                   | Pos                |
| 161                | Elisa Longo Borghini (ITA) | 1re                |
| 162                | Elynor Bäckstedt (GBR)     | 81e                |
| 163                | Lauretta Hanson (AUS)      | 48e                |
| 164                | Gaia Realini (ITA)         | 2e                 |
| 165                | Ilaria Sanguineti (ITA)    | 57e                |

| UAE Team ADQ UAD | UAE Team ADQ UAD            | UAE Team ADQ UAD |
| ---------------- | --------------------------- | ---------------- |
| Num              | Coureuse                    | Pos              |
| 171              | Marta Bastianelli (ITA)     | 34e              |
| 172              | Eugenia Bujak (SLO) (route) | 18e              |
| 173              | Chiara Consonni (ITA)       | 42e              |
| 174              | Mikayla Harvey (NZL)        | 6e               |
| 175              | Silvia Persico (ITA)        | 3e               |
| 176              | Anna Trevisi (ITA)          | 36e              |

| Uno-X Pro Cycling Team UXT | Uno-X Pro Cycling Team UXT      | Uno-X Pro Cycling Team UXT |
| -------------------------- | ------------------------------- | -------------------------- |
| Num                        | Coureuse                        | Pos                        |
| 181                        | Maria Giulia Confalonieri (ITA) | 24e                        |
| 182                        | Anniina Ahtosalo (FIN) (route)  | 77e                        |
| 183                        | Hannah Barnes (GBR)             | 98e                        |
| 184                        | Hannah Ludwig (GER)             | 14e                        |
| 185                        | Amalie Lutro (NOR)              | 31e                        |
| 186                        | Anne Dorthe Ysland (NOR)        | 26e                        |

| Zaaf Cycling Team ZAF | Zaaf Cycling Team ZAF       | Zaaf Cycling Team ZAF |
| --------------------- | --------------------------- | --------------------- |
| Num                   | Coureuse                    | Pos                   |
| 191                   | Audrey Cordon-Ragot (FRA)   | 51e                   |
| 192                   | Maggie Coles-Lyster (CAN)   | 44e                   |
| 193                   | Danielle De Francesco (AUS) | 93e                   |
| 194                   | Mareille Meijering (NED)    | 10e                   |
| 195                   | Nikola Nosková (CZE)        | 15e                   |
| 196                   | Emanuela Zanetti (ITA)      | 86e                   |

| FDJ-Suez FST | FDJ-Suez FST            | FDJ-Suez FST |
| ------------ | ----------------------- | ------------ |
| Num          | Coureuse                | Pos          |
| 1            | Grace Brown (AUS)       | 58e          |
| 2            | Marta Cavalli (ITA)     | 19e          |
| 3            | Emilia Fahlin (SWE)     | 90e          |
| 4            | Maëlle Grossetête (FRA) | 66e          |
| 5            | Victorie Guilman (FRA)  | 59e          |
| 6            | Gladys Verhulst (FRA)   | 45e          |

| Bepink BPK | Bepink BPK               | Bepink BPK |
| ---------- | ------------------------ | ---------- |
| Num        | Coureuse                 | Pos        |
| 11         | Valentina Basilico (ITA) | 78e        |
| 12         | Matilde Bertolini (ITA)  | AB         |
| 13         | Lara Crestanello (ITA)   | 101e       |
| 14         | Alessia Patuelli (ITA)   | 62e        |
| 15         | Prisca Savi (ITA)        | 104e       |
| 16         | Jade Teolis (FRA)        | AB-2       |

| Canyon-SRAM Racing CSR | Canyon-SRAM Racing CSR         | Canyon-SRAM Racing CSR |
| ---------------------- | ------------------------------ | ---------------------- |
| Num                    | Coureuse                       | Pos                    |
| 21                     | Soraya Paladin (ITA)           | 7e                     |
| 22                     | Elise Chabbey (SUI)            | 5e                     |
| 23                     | Tiffany Cromwell (AUS)         | 23e                    |
| 24                     | Pauliena Rooijakkers (NED)     | 30e                    |
| 25                     | Sarah Roy (AUS)                | 64e                    |
| 26                     | Agnieszka Skalniak-Sójka (POL) | 39e                    |

| Ceratizit-WNT Pro Cycling WNT | Ceratizit-WNT Pro Cycling WNT | Ceratizit-WNT Pro Cycling WNT |
| ----------------------------- | ----------------------------- | ----------------------------- |
| Num                           | Coureuse                      | Pos                           |
| 31                            | Arianna Fidanza (ITA)         | 12e                           |
| 32                            | Sandra Alonso (ESP)           | 92e                           |
| 33                            | Laura Asencio (FRA)           | 95e                           |
| 34                            | Nadine Michaela Gill (GER)    | 20e                           |
| 35                            | Mylène de Zoete (NED)         | 83e                           |
| 36                            | Marta Lach (POL)              | 43e                           |

| Fenix-Deceuninck FED | Fenix-Deceuninck FED                  | Fenix-Deceuninck FED |
| -------------------- | ------------------------------------- | -------------------- |
| Num                  | Coureuse                              | Pos                  |
| 41                   | Kim de Baat (BEL) (route)             | 99e                  |
| 42                   | Evy Kuijpers (NED)                    | 70e                  |
| 43                   | Christina Schweinberger (AUT) (route) | 29e                  |
| 44                   | Petra Stiasny (SUI)                   | 72e                  |
| 45                   | Marthe Truyen (BEL)                   | 69e                  |
| 46                   | Julie Van de Velde (BEL)              | 67e                  |

| Human Powered Health HPW | Human Powered Health HPW      | Human Powered Health HPW |
| ------------------------ | ----------------------------- | ------------------------ |
| Num                      | Coureuse                      | Pos                      |
| 51                       | Alice Barnes (GBR)            | 84e                      |
| 52                       | Nina Buysman (NED)            | 22e                      |
| 53                       | Kaia Schmid (USA)             | 37e                      |
| 54                       | Marjolein van 't Geloof (NED) | 73e                      |
| 55                       | Lily Williams (USA)           | 38e                      |
| 56                       | Eri Yonamine (JPN)            | 60e                      |

| Israel-Premier Tech Roland CGS | Israel-Premier Tech Roland CGS | Israel-Premier Tech Roland CGS |
| ------------------------------ | ------------------------------ | ------------------------------ |
| Num                            | Coureuse                       | Pos                            |
| 61                             | Sofia Collinelli (ITA)         | 79e                            |
| 62                             | Caroline Baur (SUI) (route)    | 54e                            |
| 63                             | Tamara Dronova (RUS) (route)   | AB-2                           |
| 64                             | Nguyễn Thị Thật (VIE) (route)  | 100e                           |
| 65                             | Claire Steels (GBR)            | 11e                            |
| 66                             | Lara Vieceli (ITA)             | 55e                            |

| Laboral Kutxa-Fundación Euskadi LKF | Laboral Kutxa-Fundación Euskadi LKF | Laboral Kutxa-Fundación Euskadi LKF |
| ----------------------------------- | ----------------------------------- | ----------------------------------- |
| Num                                 | Coureuse                            | Pos                                 |
| 71                                  | Eider Merino (ESP)                  | 65e                                 |
| 72                                  | Ines Cantera (ESP)                  | 107e                                |
| 73                                  | Idoia Eraso (ESP)                   | 87e                                 |
| 74                                  | Lija Laizāne (LAT)                  | 106e                                |
| 75                                  | Aileen Schweikart (GER)             | 94e                                 |
| 76                                  | Alba Teruel (ESP)                   | 27e                                 |

| Liv Racing TeqFind LIV | Liv Racing TeqFind LIV         | Liv Racing TeqFind LIV |
| ---------------------- | ------------------------------ | ---------------------- |
| Num                    | Coureuse                       | Pos                    |
| 81                     | Thalita de Jong (NED)          | AB-3                   |
| 82                     | Valerie Demey (BEL)            | 52e                    |
| 83                     | Marta Jaskulska (POL)          | 32e                    |
| 84                     | Eva Buurman (NED)              | 91e                    |
| 85                     | Tereza Neumanová (CZE) (route) | 47e                    |
| 86                     | Silke Smulders (NED)           | 28e                    |

| Movistar Team MOV | Movistar Team MOV           | Movistar Team MOV |
| ----------------- | --------------------------- | ----------------- |
| Num               | Coureuse                    | Pos               |
| 91                | Liane Lippert (GER) (route) | 9e                |
| 92                | Aude Biannic (FRA)          | 96e               |
| 93                | Emma Norsgaard (DEN)        | 74e               |
| 94                | Alicia González (ESP)       | 71e               |
| 95                | Sheyla Gutiérrez (ESP)      | 97e               |
| 96                | Gloria Rodríguez (ESP)      | 105e              |

| St Michel-Mavic-Auber 93 AUB | St Michel-Mavic-Auber 93 AUB | St Michel-Mavic-Auber 93 AUB |
| ---------------------------- | ---------------------------- | ---------------------------- |
| Num                          | Coureuse                     | Pos                          |
| 101                          | Roxane Fournier (FRA)        | 46e                          |
| 102                          | Simone Boilard (CAN)         | 16e                          |
| 103                          | Coralie Demay (FRA)          | 40e                          |
| 104                          | Camille Fahy (FRA)           | 76e                          |
| 105                          | Dilyxine Miermont (FRA)      | 13e                          |
| 106                          | Margot Pompanon (FRA)        | AB-3                         |

| Coop-Hitec Products HPU | Coop-Hitec Products HPU | Coop-Hitec Products HPU |
| ----------------------- | ----------------------- | ----------------------- |
| Num                     | Coureuse                | Pos                     |
| 111                     | Josie Nelson (GBR)      | 88e                     |
| 112                     | Emma Boogaard (NED)     | 89e                     |
| 113                     | India Grangier (FRA)    | 33e                     |
| 114                     | Ane Iversen (NOR)       | AB-2                    |
| 115                     | Mari Hole Mohr (NOR)    | 25e                     |
| 116                     | Nora Tveit (NOR)        | 110e                    |

| Team DSM DSM | Team DSM DSM           | Team DSM DSM |
| ------------ | ---------------------- | ------------ |
| Num          | Coureuse               | Pos          |
| 121          | Pfeiffer Georgi (GBR)  | 17e          |
| 122          | Daniek Hengeveld (NED) | 85e          |
| 123          | Franziska Koch (GER)   | 63e          |
| 124          | Charlotte Kool (NED)   | 68e          |
| 125          | Esmée Peperkamp (NED)  | 8e           |
| 126          | Maeve Plouffe (AUS)    | 80e          |

| Team Jayco AlUla BEX | Team Jayco AlUla BEX      | Team Jayco AlUla BEX |
| -------------------- | ------------------------- | -------------------- |
| Num                  | Coureuse                  | Pos                  |
| 131                  | Kristen Faulkner (USA)    | 21e                  |
| 132                  | Georgia Baker (AUS)       | 61e                  |
| 133                  | Ingvild Gåskjenn (NOR)    | 102e                 |
| 134                  | Nina Kessler (NED)        | 53e                  |
| 135                  | Wei Shi Chelsie Tan (SGP) | AB-2                 |
| 136                  | Urška Žigart (SLO)        | AB-3                 |

| SD Worx SDW | SD Worx SDW             | SD Worx SDW |
| ----------- | ----------------------- | ----------- |
| Num         | Coureuse                | Pos         |
| 141         | Lorena Wiebes (NED)     | 41e         |
| 143         | Barbara Guarischi (ITA) | 50e         |
| 144         | Femke Markus (NED)      | 49e         |
| 145         | Anna Shackley (GBR)     | 4e          |
| 146         | Lonneke Uneken (NED)    | 56e         |

| Top Girls Fassa Bortolo TOP | Top Girls Fassa Bortolo TOP | Top Girls Fassa Bortolo TOP |
| --------------------------- | --------------------------- | --------------------------- |
| Num                         | Coureuse                    | Pos                         |
| 151                         | Alessia Vigilia (ITA)       | 35e                         |
| 152                         | Giorgia Bariani (ITA)       | 75e                         |
| 153                         | Vanessa Michieletto (ITA)   | 109e                        |
| 154                         | Iris Monticolo (ITA)        | 108e                        |
| 155                         | Alice Palazzi (ITA)         | 103e                        |
| 156                         | Cristina Tonetti (ITA)      | 82e                         |

| Trek-Segafredo TFS | Trek-Segafredo TFS         | Trek-Segafredo TFS |
| ------------------ | -------------------------- | ------------------ |
| Num                | Coureuse                   | Pos                |
| 161                | Elisa Longo Borghini (ITA) | 1re                |
| 162                | Elynor Bäckstedt (GBR)     | 81e                |
| 163                | Lauretta Hanson (AUS)      | 48e                |
| 164                | Gaia Realini (ITA)         | 2e                 |
| 165                | Ilaria Sanguineti (ITA)    | 57e                |

| UAE Team ADQ UAD | UAE Team ADQ UAD            | UAE Team ADQ UAD |
| ---------------- | --------------------------- | ---------------- |
| Num              | Coureuse                    | Pos              |
| 171              | Marta Bastianelli (ITA)     | 34e              |
| 172              | Eugenia Bujak (SLO) (route) | 18e              |
| 173              | Chiara Consonni (ITA)       | 42e              |
| 174              | Mikayla Harvey (NZL)        | 6e               |
| 175              | Silvia Persico (ITA)        | 3e               |
| 176              | Anna Trevisi (ITA)          | 36e              |

| Uno-X Pro Cycling Team UXT | Uno-X Pro Cycling Team UXT      | Uno-X Pro Cycling Team UXT |
| -------------------------- | ------------------------------- | -------------------------- |
| Num                        | Coureuse                        | Pos                        |
| 181                        | Maria Giulia Confalonieri (ITA) | 24e                        |
| 182                        | Anniina Ahtosalo (FIN) (route)  | 77e                        |
| 183                        | Hannah Barnes (GBR)             | 98e                        |
| 184                        | Hannah Ludwig (GER)             | 14e                        |
| 185                        | Amalie Lutro (NOR)              | 31e                        |
| 186                        | Anne Dorthe Ysland (NOR)        | 26e                        |

| Zaaf Cycling Team ZAF | Zaaf Cycling Team ZAF       | Zaaf Cycling Team ZAF |
| --------------------- | --------------------------- | --------------------- |
| Num                   | Coureuse                    | Pos                   |
| 191                   | Audrey Cordon-Ragot (FRA)   | 51e                   |
| 192                   | Maggie Coles-Lyster (CAN)   | 44e                   |
| 193                   | Danielle De Francesco (AUS) | 93e                   |
| 194                   | Mareille Meijering (NED)    | 10e                   |
| 195                   | Nikola Nosková (CZE)        | 15e                   |
| 196                   | Emanuela Zanetti (ITA)      | 86e                   |